# アルギシュティ1世

アルギシュティ1世時代のウラルトゥの版図（橙＋黄色）。紫色はアッシリア帝国の版図

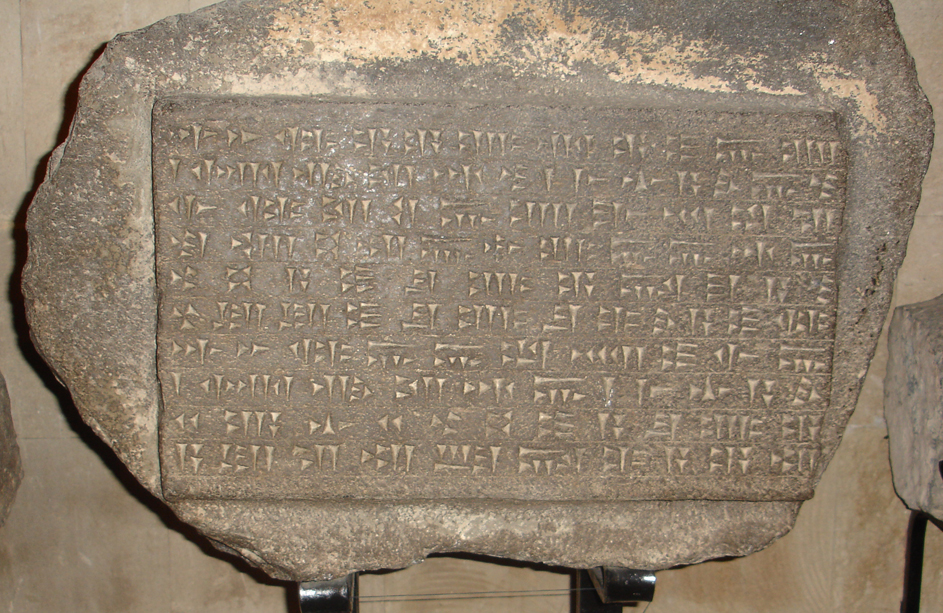
エレブニ出土のアルギシュティによる定礎碑文（レプリカ。エレバンのエレブニ博物館蔵）

アルギシュティ1世（Argišti I, アルギシュティス Argishtis、アルギシュティシュArgištišとも。アルメニア語：Արգիշտի）は、ウラルトゥの王（在位：紀元前786年頃 - 紀元前764年頃）。ウラルトゥ王国最盛期の王の一人。

## 来歴
ウラルトゥ王メヌアの息子。父親の拡張政策を継承し、北東方面ではセヴァン湖まで進出。南西では北シリアに影響力を及ぼし、宿敵アッシリア帝国にとって鉄と馬の主要供給源であるアナトリア半島との交易路を脅かした。その結果ウラルトゥの領土は現在の国名でいえばアゼルバイジャンからシリアにまでまたがる大きなものになった。トランスコーカサスの鉱物資源、とりわけ銅山を手に入れ、また周辺の服属国から金属を貢納させたため、ウラルトゥでは優れた金属工芸が発達した。
アルギシュティは領土支配を固めるため数多くの都市を建設したが、中でも自分の名をつけたアルギシュティヒニリ（現在のアルマヴィル）と、現在のアルメニア共和国の首都エレバンの起源となったエレブニが有名で、共にトランスコーカサスにおける支配拠点として建設された。このうちエレブニには、西方の後期ヒッタイト諸国から捕虜として連行した住民を最初に入植させた。このほかアルギシュティの残した碑文から、彼がさかんに神殿や宮殿を建設したこと、そして用水路建設や果樹園の経営といった農業振興に力を入れたことが窺える。
首都トゥシュパ（ヴァン）に残された碑文は、彼の治世に関する詳しい情報を伝えている。19発見されているアルギシュティの碑文のうち12までがトランスコーカサスから発見されていることは、アルギシュティの国家経営がこんにちのアルメニアにあたるこの地域に集中していたことを示唆している。
アルギシュティの跡は息子のサルドゥリ2世が継いだ。